# Interbox
Interbox este un club de box profesionist din Canada, la care au activat campionii Leonard Doroftei, Adrian Diaconu și Lucian Bute.